# Potamoidea
Potamoidea là một liên họ cua nước ngọt, bao gồm 2 họ Potamidae và Potamonautidae. Hai họ trước đây được công nhận là Deckeniidae và Platythelphusidae hiện nay được coi là một phần của họ Potamonautidae.

## Phân loại
- Potamidae
- Potamonautidae